# Стерю Гулев
Стерю (Стерьо) Питу Гулев е паравоенен активист по време на Българското управление в Македония през Втората световна война.

## Биография
Стерю Гулев е роден през 1903 година в град Крушево, тогава в Османската империя, в семейството на знаменития Питу Гули – влах по произход, войвода на ВМОРО и герой от Крушовската република по време на Илинденско-преображенското въстание. Братя на Стерю Гулев са Ташко Гулев и Никола Гулев. 
След края на Първата световна война и изтеглянето на българската администрация от региона, новите сръбски власти събарят всички паметници, издигнати в памет на Крушевската република, включително и паметника-чешма на Мечкин камен, дори и пирамидата на гроба на Питу Гулев. Синът му Стерю застрелва съборилия пирамидата  стражар, за което е осъден на 20 години затвор.
В периода на българското управление във Вардарска Македония (1941 – 1944) Стерю Гулев e избран за кмет (градоначалник) в крушевското село Алданци. Сътрудничи на полицията и ръководи местна контрачета.
Самоубива се на 6 октомври 1944 година, непосредствено след като комунистически партизани завземат временно Крушево. Последните му думи са: „Нима пак ще ни мачка сръбски ботуш?“
Оставя 2 дъщери – Евгения и Елена, и доведен син Кочо на съпругата си Люба.